# Семёновка (Фёдоровский район)
Семёновка — село в Фёдоровском муниципальном районе Саратовской области, административный центр сельского поселения Семёновское муниципальное образование.
Население - 795 (2010)

## История
Основано в 1837 году православными крестьянами-малороссами на почтовом тракте из Новоузенска в Саратов. В 1855 году открыта церковь. На момент отмены крепостного права в Семёновке насчитывалось 140 дворов, 432 мужчины и 407 женщин. В 1870 году в селе открылась земская школа. Административно Семёновка входила в Фёдоровскую волость Новоузенского уезда Самарской губернии. Не позднее 1910 года Семёновка стала волостным селом Семёновской волости того же уезда.
По состоянию на 1910 год в селе имелись церковь, смешанная шестиклассная земская школа и смешанная церковно-приходская школа, земская станция, волостное правление, паровая водокачка и семь ветряных мельниц, работали приёмный покой, доктор, фельдшер и акушерка, в распоряжении крестьян находилось удобной надельной земли - 8104 десятины, неудобной – 1348.
После образования АССР немцев Поволжья — в составе Фёдоровского кантона. Согласно переписи 1926 года в Семёновке проживало 3214 человек, 581 домохозяйство (два немецких, 41 русское и 533 украинских). В годы коллективизации хозяйства села объединились в колхоз "Красный Октябрь". В 1932–1933 годах - массовый голод.
28 августа 1941 года был издан Указ Президиума ВС СССР о переселении немцев, проживающих в районах Поволжья. Немецкое население АССР немцев Поволжья было депортировано.
После ликвидации АССР немцев Поволжья Семёновка, как и другие населённые пункты Фёдоровского кантона было передано Саратовской области. Великая Отечественная война унесла жизни 159 жителей села.

## Физико-географическая характеристика
Село расположено в Низком Заволжье, в пределах Сыртовой равнины, относящейся к Восточно-Европейской равнине, на правом берегу реки Еруслан, на высоте около 70-75 метров над уровнем моря. Рельеф местности равнинный, слабохолмистый. Почвы тёмно-каштановые.
По автомобильным дорогам расстояние до районного центра рабочего посёлка Мокроус — 9,9 км, до областного центра города Саратов — 130 км.
Часовой пояс
Семёновка, как и вся Саратовская область, находится в часовой зоне МСК+1. Смещение применяемого времени относительно UTC составляет +4:00.

## Население
Динамика численности населения
| 1859 | 1890 | 1897 | 1910 | 1926 | 1987 | 2002 |
| ---- | ---- | ---- | ---- | ---- | ---- | ---- |
| 839  | 1545 | 2163 | 2486 | 3214 | ≈870 | 778  |

| 2002 | 2010 |
| ---- | ---- |
| 780  | ↗795 |

## Инфраструктура
В селе расположен пожарный пост.